# Psalm 7

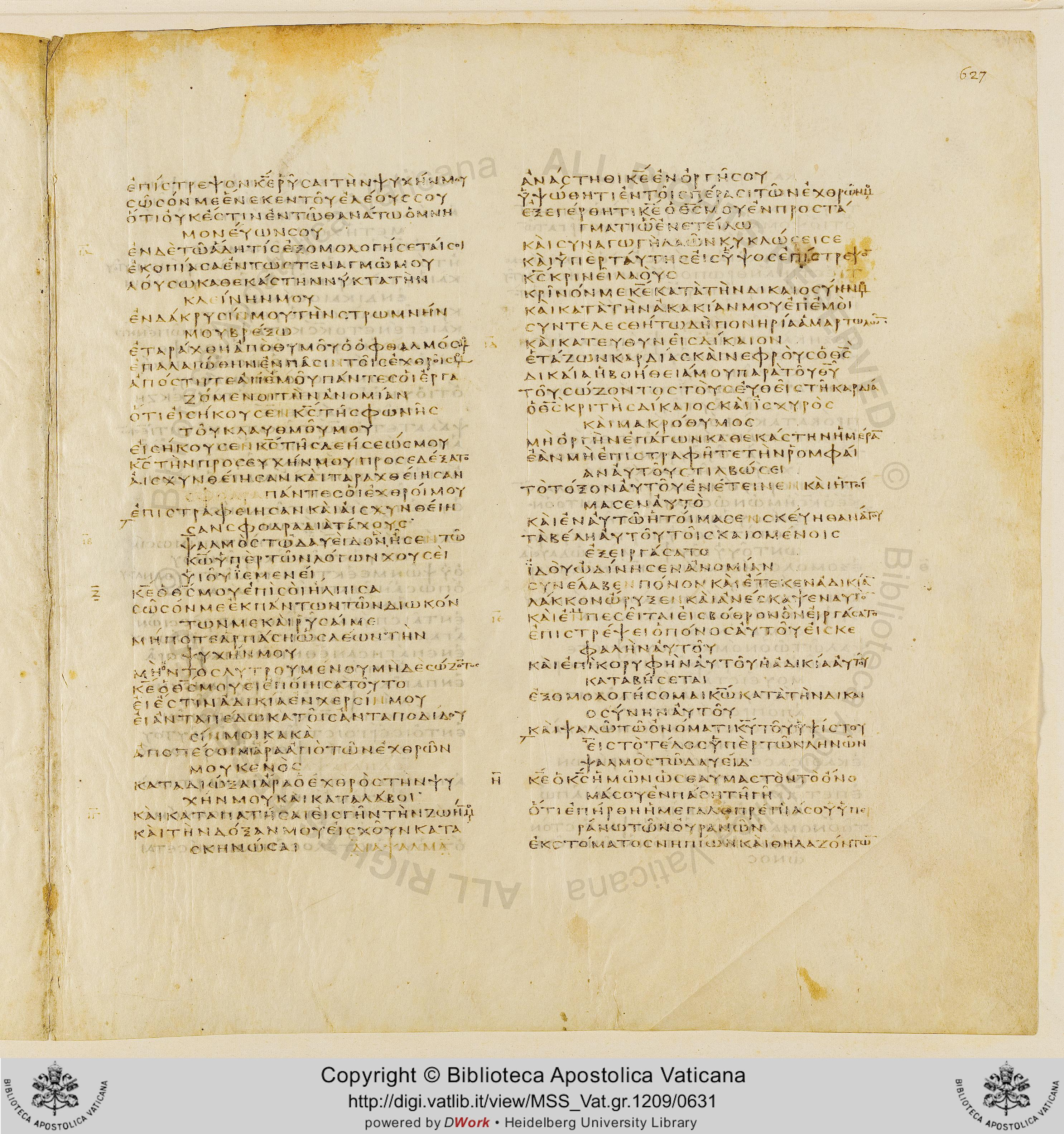
Ps 7 w Kodeksie Watykańskim

Psalm 7 – jeden z utworów zgromadzonych w biblijnej Księdze Psalmów. Psalm jest zaliczany do dzieł Dawidowych.

## Treść Psalmu
Psalm jest lamentacją osoby, która została niesprawiedliwie oskarżona. Wyznaje swoją niewinność (7,2–6) i prosi Boga o dokonanie sądu, licząc na ułaskawiający werdykt (7,7-12). Psalmista podejmuje próby utożsamienia się z całym ludem, powołując się na zebranie narodów oraz oczekiwanie w ich obecności na Boży osąd (7,8). Psalm merytorycznie i rzeczowo kontynuuje tematykę sprawiedliwości, zapoczątkowaną w Psalmie 4. Od samego początku podmiot liryczny wyraża głębokie zaufanie względem Boga. Oczekuje on ukarania niesprawiedliwych w przypadku braku nawrócenia (7,13–17). Na samym końcu następuje dziękczynienie (7,18).

## Symbolika
- Ogniste Strzały (7,14) – w Starym Testamencie nigdzie nie są wykorzystywane przez ludzi jako ogniste lub podpalone pociski. Biblia zawsze przypisuje ciskanie ognistymi strzałami Bogu. Strzały Jahwe często były uważane za błyskawice. Wiele wskazuje na to, że właśnie w tym kontekście został sformułowany zwrot ogniste strzały[4].
- Przebudź się (7,7) – zwrot jest antropomorfizmem dotyczącym osoby Boga. Psalmista doświadcza milczenia ze strony Jahwe, który nie odpowiada na jego lamentacje[2].
- W palmie (7,6) – znajduje się nie do końca jasny zwrot sela[5].